# Eco y Narciso (Nicolas Poussin)
(en francés, Écho et Narcisse) es un cuadro del pintor francés Nicolas Poussin. Está realizado al óleo sobre lienzo. Mide 74 cm de alto y 100 cm de ancho. Fue pintado en 1627 y 1628. Se encuentra en el Museo del Louvre, en París (Francia).
La obra pertenece al género mitológico. Según Las metamorfosis de Ovidio, la ninfa Eco se enamoró de Narciso, pero éste la rechazó. Por eso ella, desolada, se ocultó en una cueva y se consumió de dolor, hasta quedar solamente su voz.
Némesis, la diosa de la venganza, castigó a Narciso haciendo que se enamorara de su propia imagen reflejada en un gran lago, consumiéndose de amor hacia sí mismo.
Allí donde murió, brotó la flor azafranada que lleva su nombre: Narcissus.
Poussin refleja esta leyenda situando a tres personajes en un paisaje idílico: en primer término, Narciso, detrás Eros y sentada sobre una roca, Eco. De la cabeza del joven Narciso están brotando ya los narcisos. Eco, recostada sobre una roca, resulta «una aparición elegíaca e inmaterial».
La de Eco y Narciso es una historia que inspiró la ópera homónima de Gluck.